# Wikłów
Wikłów – wieś w Polsce położona w województwie śląskim, w powiecie częstochowskim, w gminie Kruszyna.
W latach 1975–1998 miejscowość administracyjnie należała do województwa częstochowskiego.
W roku 2013 w tej miejscowości były prowadzone prace archeologiczne.